# Alika Milova
Alika Milova (Narva, 5 september 2002) is een Estische zangeres.

## Biografie
Milova raakte bekend in eigen land door in 2021 de achtste editie te winnen van Eesti otsib superstaari, de Estische versie van Idool. Het leverde haar een platencontract op bij Universal Music Group.
Begin 2023 nam Milova deel aan Eesti Laul, de Estische preselectie voor het Eurovisiesongfestival. Met het nummer Bridges won ze de finale, waardoor ze haar vaderland mocht vertegenwoordigen op het Eurovisiesongfestival 2023, dat gehouden werd in het Britse Liverpool. Ze wist door te stoten naar de finale en eindigde daarin als achtste.
Op 24 november 2023 lanceerde ze haar debuutalbum Alika. 
1994: Silvi Vrait · 
1996: Ivo Linna & Maarja-Liis Ilus · 
1997: Maarja-Liis Ilus · 
1998: Koit Toome · 
1999: Evelin Samuel & Camille · 
2000: Ines · 
2001: Tanel Padar, Dave Benton & 2XL · 
2002: Sahlene · 
2003: Ruffus · 
2004: Neiokõsõ · 
2005: Suntribe · 
2006: Sandra Oxenryd · 
2007: Gerli Padar · 
2008: Kreisiraadio · 
2009: Urban Symphony · 
2010: Malcolm Lincoln · 
2011: Getter Jaani · 
2012: Ott Lepland · 
2013: Birgit Õigemeel · 
2014: Tanja · 
2015: Elina Born & Stig Rästa · 
2016: Jüri Pootsmann · 
2017: Koit Toome & Laura · 
2018: Elina Netsjajeva · 
2019: Victor Crone · 
2021: Uku Suviste · 
2022: Stefan · 
2023: Alika · 
2024: 5miinust & Puuluup · 
2025: Tommy Cash